# Franz Martin Seuffert
Franz Martin Seuffert (* um 1772 in Würzburg; † 3. Juli 1847 in Wien) war ein deutsch-österreichischer Orgel- und Klavierbauer.

## Biographie
Martin Seuffert stammt aus einer bekannten mainfränkischen Orgelbauerfamilie. Großvater Johann Philipp Seuffert und Vater Franz Ignaz Seuffert waren Würzburger Hoforgelmacher. So erlernte auch Martin Seuffert zunächst das Handwerk des Orgelbauers. Eine von ihm 1794 erbaute Orgel ist in der Volkacher Wallfahrtskirche Maria im Weingarten im Landkreis Kitzingen erhalten.
Er ging nach Wien, um sich dort bei Anton Walter im Klavierbau weiterzubilden. In der Folge arbeitete er in der 1802 gegründeten Firma Wachtl & Comp. zusammen mit Joseph Wachtl und J. F. Bleyer an der Entwicklung eines aufrecht stehenden Hammerklaviers, eines so genannten Giraffenklaviers oder Giraffenflügels.
Nach einem Streit über das Urheberrecht an dieser Erfindung verließ Seuffert die Firma 1811 und eröffnete eine eigene Werkstatt mit der Adresse „Auf der Wieden in der Alleegasse 75-76“. Im gleichen Jahr erhielt er das Wiener Bürgerrecht und das Meisterrecht.
1815 erwähnte Ludwig van Beethoven Seuffert in einem Brief an Joseph von Varena in Graz. Beethoven hatte sich im Auftrag Varenas nach einem Klavier für dessen Tochter umgesehen und antwortete nun, man könne ein gutes sechs-oktaviges Klavier entweder bei Johann Schantz für 400 oder bei Seuffert für 460 Gulden bekommen.
Ab 1819 lautete Seufferts Anschrift „Auf der Wieden in der Favoritengasse zum goldenen Hirschen“. 1827 assoziierte er sich mit dem Klaviermacher Johann Seidler und führte die Firma unter dem Namen Seuffert und Seidler. 1836 ließ er seine Verbesserungen am „Piano Droit“ privilegieren. Er erhielt 1845 auf der Wiener Gewerbs-Produkten-Ausstellung für seine Arbeiten eine goldene Medaille.
1845 trat auch sein Sohn Eduard Seuffert (1819–1855) in das Geschäft ein, sodass die Instrumente in den Jahren 1845/46 mit „Seuffert Sohn und Seidler“ signiert wurden. Nach Martin Seufferts Tod im Jahr 1847 übernahm sein Sohn das Geschäft als Alleininhaber. Als Eduard Seuffert nur acht Jahre später starb, heiratete seine Witwe Friedrich Ehrbar, unter dessen Namen die Firma hohes Ansehen erlangte und bis in die 1980er Jahre bestand.

## Instrumente
Von Martin Seuffert sind drei Hammerflügel bekannt. Der älteste (entsprechend Beethoven-Brief ca. 1815, oder vielleicht früher) ist im Besitz des Vereins TonArt e. V. in Wolfenbüttel und wurde 2022 komplett restauriert. Der zweite befindet sich in der Frederick Historical Piano Collection in Ashburnham, Massachusetts und der dritte in der privaten Sammlung von Robert Brown in Österreich. 
Es sind mehrere Aufrecht-Flügel von ihm in privaten Sammlungen sowie in der Hogwood-Sammlung (UK). Ein Giraffenflügel von Martin Seuffert steht heute im Kunsthistorischen Museum Wien, ein weiterer in der Bundessammlung Alter Stilmöbel in Wien. 
Ein unrestaurierter Hammerflügel von „Seuffert & Seidler“ befindet sich in der Pooya Radbon-Sammlung für historische Hammerklaviere. In der gleichen Sammlung befindet sich ein Pianino von der Firma Seuffert Sohn & Seidler. Der oben erwähnte Flügel des Vereins TonArt e. V. befand sich zuvor ebenfalls in dieser Sammlung.
Ein aufrechtstehendes harfenförmiges Forte-Piano, eine Stiftung Rosalie Falks aus dem Besitz Johannes Daniel Falks, wurde 1916 vom Städtischen Museum Weimar ins Kirms-Krackow-Haus übernommen, wo es heute noch zu besichtigen ist.